# Laurentian Valley (Ontario)
Laurentian Valley to gmina (ang. township) w Kanadzie, w prowincji Ontario, w hrabstwie Renfrew.
Powierzchnia Laurentian Valley to 552,42 km².
Według danych spisu powszechnego z roku 2001 Laurentian Valley liczy 8733 mieszkańców (15,81 os./km²).